# Robert Emmett O’Connor
Robert Emmett O’Connor (* 18. März 1885 in Milwaukee, Wisconsin; † 4. September 1962 in Hollywood, Kalifornien), auch verkürzt bekannt als Robert O'Connor oder Robert E. O’Connor, war ein US-amerikanischer Schauspieler.

## Leben
O’Connor wurde 1885 in eine irischstämmige Familie in Milwaukee geboren. Diese Herkunft erwies sich insofern als prägend, als er im Laufe seiner Schauspielkarriere sehr häufig auf stereotypisch „irische“ Charaktere mit Nachnamen wie Murphy oder Gillicuddy besetzt wurde. 1905 spielte er in der Rolle des Fergus O’Flaherty in dem Theaterstück Fritz in Tammany Hall erstmals am Broadway in New York. Er etablierte sich dort als gefragter Theaterschauspieler und spielte dort bis einschließlich 1931 in mehr als 20 Broadway-Produktionen.
Bereits 1919 hatte O’Connor in einem Stummfilm sein Filmdebüt gegeben und trat in der folgenden Zeit in vielen Kurzfilmen auf. Nach Anbruch des Tonfilmes Ende der 1920er-Jahre legte er endgültig seinen schauspielerischen Schwerpunkt auf das Filmgeschäft. O’Connor wurde in den 1930er- und 1940er-Jahren ein gefragter Nebendarsteller bei verschiedenen Filmstudios, insbesondere aber Warner Brothers. Seine heute vielleicht bekannteste Rolle ist die des Alkoholschmugglers Paddy Ryan in dem Gangsterfilm Der öffentliche Feind (1931) neben James Cagney, wobei seine Figur trotz ihrer kriminellen Aktivitäten als väterlich und gutmütig gezeichnet wird. O’Connors Paraderolle wurde allerdings die des Polizisten, die er etwa in den Frank-Capra-Filmen Der Tag, an dem die Bank gestürmt wurde (1932) und Lady für einen Tag (1933) sowie an der Seite der Marx Brothers als Sergeant Henderson in dem Komödienklassiker Skandal in der Oper (1936) darbot.
Im Laufe seiner Karriere spielte O’Connor in über 200 Kinofilmen, wobei seine Rollen in den 1940ern kleiner wurden und häufiger im Vorspann ungenannt blieben. Eine seiner letzten Filmrollen hatte O’Connor im Jahr 1950 in Billy Wilders Filmklassiker Boulevard der Dämmerung. Im Vorspann ungenannt spielte er den älteren Wächter des Studiotores von Paramount Pictures, der den einstigen Filmstar Norma Desmond (gespielt von Gloria Swanson) noch aus früheren Zeiten kennt. Nach 1950 beschränkten sich O’Connors Auftritte auf wenige Gastrollen im US-Fernsehen, zuletzt 1958. Er starb 1962 im Alter von 77 Jahren, nachdem seine Kleidung Feuer gefangen und er dabei schwere Verbrennungen erlitten hatte.

## Filmografie (Auswahl)
- 1919: Pay Your Dues (Kurzfilm)
- 1921: Nur nicht schwach werden (Never Weaken, Kurzfilm)
- 1926: Tin Gods
- 1927: The Love of Sunya
- 1928: Die Nacht ohne Hoffnung (The Noose)
- 1928: Four Walls
- 1928: Der singende Narr (The Singing Fool)
- 1928: Der Kriminalreporter von Chikago (Freedom of the Press)
- 1929: Weary River
- 1929: Smiling Irish Eyes
- 1929: Die Insel der verlorenen Schiffe (The Isle of Lost Ships)
- 1930: Hölle hinter Gittern (The Big House)
- 1930: Our Blushing Brides
- 1930: Up the River
- 1930: Paid
- 1931: Der öffentliche Feind (The Public Enemy)
- 1931: Ladies of the Big House
- 1931: Taxi!
- 1932: Night World
- 1932: Der Tag, an dem die Bank gestürmt wurde (American Madness)
- 1932: Blonde Venus
- 1932: Der falsche Torero (The Kid from Spain)
- 1932: Frisco Jenny
- 1933: Das Geheimnis des Wachsfigurenkabinetts (Mystery of the Wax Museum)
- 1933: Zwischen heut und morgen (Gabriel Over the White House)
- 1933: Der Mann mit der Kamera (Picture Snatcher)
- 1933: Midnight Mary
- 1933: Bed of Roses
- 1933: Lady für einen Tag (Lady for a Day)
- 1934: Alles Schwindel! (Bottoms Up)
- 1934: The Mysterious Mr. Wong
- 1935: Stadtgespräch (The Whole Town’s Talking)
- 1935: Herr Sherlock und Frau Holmes (Star of Midnight)
- 1935: Diamanten-Jim (Diamond Jim)
- 1935: Skandal in der Oper (A Night at the Opera)
- 1936: Der kleine Lord (Little Lord Fauntleroy)
- 1937: Waikiki Wedding
- 1937: Ein Stern geht auf (A Star Is Born)
- 1937: Die große Stadt (Big City)
- 1937: Frisco-Express (Wells Fargo)
- 1938: Der gejagte Professor (Professor Beware)
- 1939: Ein ideales Paar (Made for Each Other)
- 1939: You Can’t Get Away with Murder
- 1939: Sergeant Madden
- 1940: Dance, Girl, Dance
- 1940: Keine Zeit für Komödie (No Time for Comedy)
- 1941: Fiesta
- 1942: Andy Hardy’s Double Life
- 1942: Tennessee Johnson
- 1943: Und das Leben geht weiter (The Human Comedy)
- 1943: Laurel und Hardy: Schrecken aller Spione (Air Raid Wardens)
- 1943: Dr. Gillespie’s Criminal Case
- 1943: Gangsterjagd in Brooklyn (Whistling in Brooklyn)
- 1943: Der kleine Engel (Lost Angel)
- 1944: An American Romance
- 1944: Der dünne Mann kehrt heim (The Thin Man Goes Home)
- 1944: Meet Me in St. Louis
- 1944: Laurel und Hardy: Die Leibköche seiner Majestät (Nothing but Trouble)
- 1944: Musik für Millionen (Music for Millions)
- 1945: Main Street After Dark
- 1945: Urlaub für die Liebe (The Clock)
- 1945: Urlaub in Hollywood (Anchors Aweigh)
- 1945: A Gun in His Hand (Kurzfilm)
- 1945: Abbott and Costello in Hollywood
- 1945: Schnellboote vor Bataan (They Were Expendable)
- 1945: Mann ohne Herz (Adventure)
- 1946: The Harvey Girls
- 1946: A Letter for Evie
- 1946: Lassie – Held auf vier Pfoten (Courage of Lassie)
- 1946: Der unbekannte Geliebte (Undercurrent)
- 1946: Bis die Wolken vorüberzieh’n (Till the Clouds Roll By)
- 1947: The Luckiest Guy in the World (Kurzfilm)
- 1947: Die Todesreiter von Kansas (Trail Street)
- 1947: Liebe auf den zweiten Blick (Living in a Big Way)
- 1947: Der Windhund und die Lady (The Hucksters)
- 1947: Tanz ohne Ende (The Unfinished Dance)
- 1947: Hoppla, hier kommt Merton! (Merton of the Movies)
- 1947: Anklage: Mord (High Wall)
- 1948: B.F.’s Daughter
- 1948: Osterspaziergang (Easter Parade)
- 1950: Boulevard der Dämmerung (Sunset Boulevard)
- 1950: Brustbild, bitte! (Watch the Birdie)
- 1954: Ihr Star: Loretta Young (Letter to Loretta, Fernsehserie, Folge 1x16)
- 1958: Der Mann ohne Colt (Man Without a Gun, Fernsehserie, Folge 1x33)